# Orgnac 3

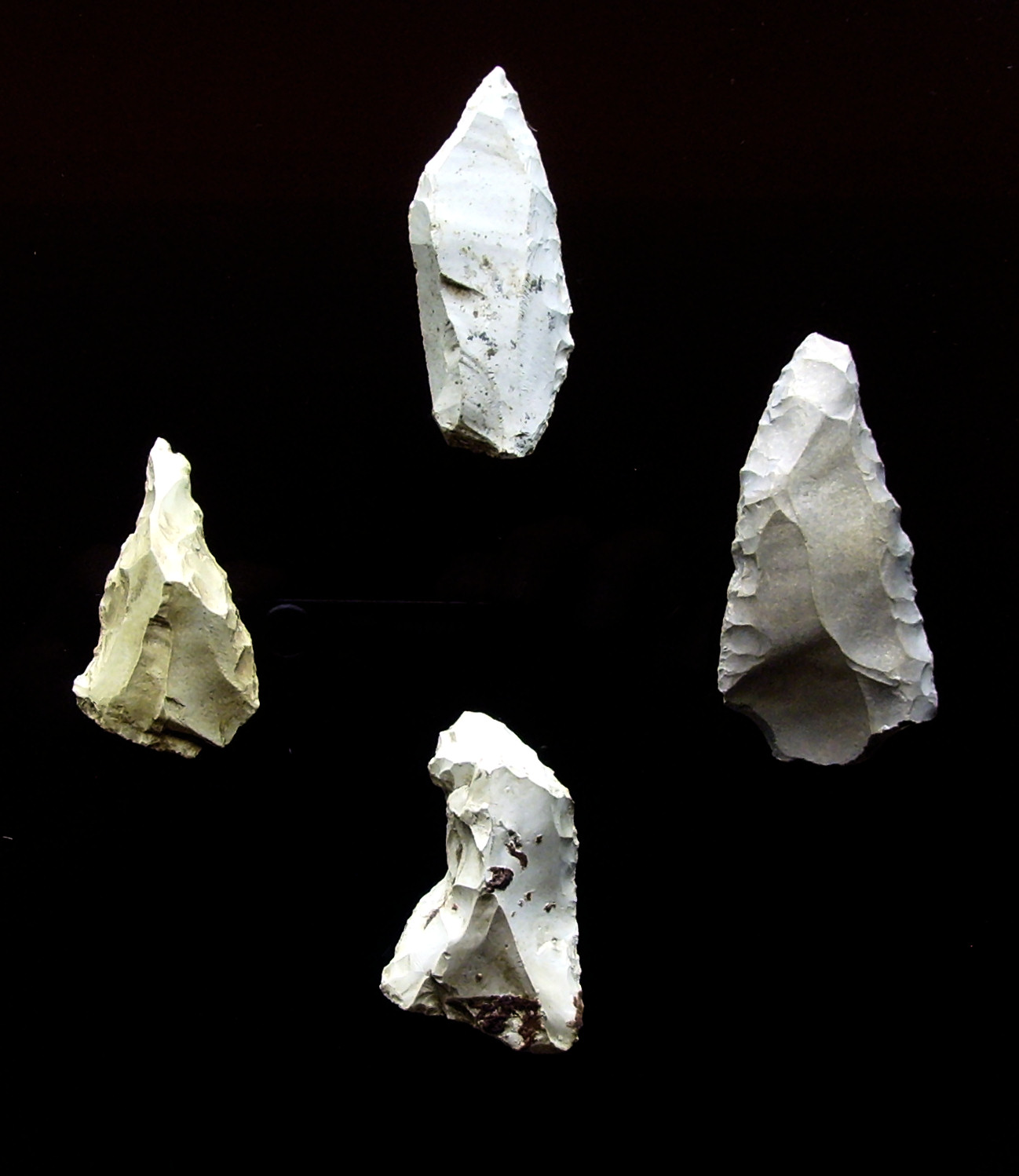
Steinwerkzeuge vom Fundplatz Orgnac 3

Orgnac 3 ist ein rund 600 Quadratmeter großer archäologischer Fundplatz in der Gemeinde Orgnac-l’Aven (Département Ardèche) im Südosten von Frankreich, auf einem Plateau oberhalb der Cèze.
Im Altpaläolithikum war Orgnac 3 eine Höhle, deren Decke infolge von Bodenerosion teilweise einstürzte, wodurch der verbliebene überdachte Bereich vor rund 350.000 Jahren und im Mittelpaläolithikum als Abri existierte. Später stürzte auch das restliche Höhlendach ein, und die Vertiefung wurde allmählich durch diverse Einlagerungen vollständig aufgefüllt.
1956 wurden in der Nähe der ehemaligen Höhle – auf dem Gelände eines Köhlers – Steinwerkzeuge gefunden, die dem Jung-Acheuléen zugeordnet werden konnten. Ausgrabungen, die daraufhin 1959 und 1962 stattfanden, brachten Belege für eine Besiedelung im Mittelpaläolithikum. Zwischen 1964 und 1972 erbrachten weitere Grabungen unter Leitung von Jean Combier Hinweise auf insgesamt mindestens acht Siedlungsschichten. Die älteste dieser Schichten ist zugleich die älteste bislang bekannte im Gebiet der Ardèche.
In den untersten Schichten der ehemals 40 Meter langen Karsthöhle wurden zahlreiche Tierknochen gefunden – die Reste von Tieren, die vermutlich durch ein Loch in der Höhlendecke hinunter stürzten und im Inneren der Höhle verendeten. Vor rund 350.000 Jahren (Sauerstoff-Isotopenstufe MIS 9 / Anfang MIS 8) wurde die eingestürzte Höhle – die Überdachung des Abri – erstmals auch von Homo heidelbergensis als Unterschlupf genutzt. Vor rund 300.000 Jahren war die Vertiefung der ehemaligen Höhle dann komplett durch Sediment verfüllt: Eine letzte Siedlungsschicht wurde im Bereich der obersten Füllschicht nachgewiesen.
Die in den unterschiedlich alten Siedlungsschichten gefundenen Steinwerkzeuge erlaubten Rückschlüsse auf die Entwicklung und Verfeinerung der Levalloistechnik bei den Vorfahren des Neandertalers und auf deren Jagdbeute, da zusammen mit den Steinwerkzeugen auch Knochen von Pferden und Rindern gefunden wurden.

## Belege
1. ↑   Marie-Hélène Moncel et al.: Pre-Neandertal behaviour during isotopic stage 9 and the beginning of stage 8. New data concerning fauna and lithics in the different occupation levels of orgnac 3 (Ardèche, South-East France): occupation types. In: Journal of Archaeological Science. Band 32, Nr. 9, 2005, S. 1283–1301, doi:10.1016/j.jas.2005.03.014
2. ↑  Marie-Hélène Moncel et al.: Towards the Middle Palaeolithic in Western Europe: the case of Orgnac 3 (southeastern France). In: Journal of Human Evolution. Band 63, Nr. 5, 2012, S. 653–666, doi:10.1016/j.jhevol.2012.08.001
3. ↑  Véronique Michel et al.: Les derniers Homo heidelbergensis et leurs descendants les néandertaliens : datation des sites d’Orgnac 3, du Lazaret et de Zafarraya. In: Comptes Rendus Palevol. Band 10, Nr. 7, 2011, S. 577–587, Zusammenfassung
4. ↑  Samir Khatib: Datation des cendres volcaniques et analyses geochimiques du remplissage d'Orgnac 3 (Ardèche, France). In: Quaternaire. Band 5, Nr. 1, 1994, S. 113–22, Volltext
5. ↑   Marie-Hélène Moncel et al.: The Emergence of Neanderthal Technical Behavior: New Evidence from Orgnac 3 (Level 1, MIS 8), Southeastern France. In: Current Anthropology. Band 52, Nr. 1, 2011, doi:10.1086/658179, Volltext
6. ↑   Youcef Sam: Orgnac 3 (Ardèche, France): Mode d’exploitation des grands mammifères par les anténéanderthaliens durant les stades isotopiques 9 à 8. In: BoneCommons. Item #1514, Volltext (Memento vom 13. Dezember 2010 im Internet Archive).